# Tumulus d'Emael
Le tumulus d'Emael ou tumulus d'Émael  est un tumulus situé à Eben-Emael dans la commune belge de Bassenge au nord de la province de Liège. 
Il est repris sur la liste du patrimoine immobilier classé de Bassenge.

## Localisation
Ce tumulus se situe au lieu-dit Thier de la Tombe le long de la rue du Garage menant de la vallée du Geer et du village d'Eben-Emael situés à l'ouest à la Montagne Saint-Pierre et au canal Albert. Il avoisine les carrières Marnebel.  Ce tumulus est relativement isolé. Il doit sa présence à la proximité de la chaussée romaine de Bavay à Cologne qui franchissait la Meuse à hauteur de Trajectum ad Mosam (actuellement Maastricht)

## Description
La butte est surmontée d'une croix de bois plantée par le curé Bauwens, abbé de la paroisse d'Emael. Le tumulus a été fouillé sans succès au début du XXe siècle.

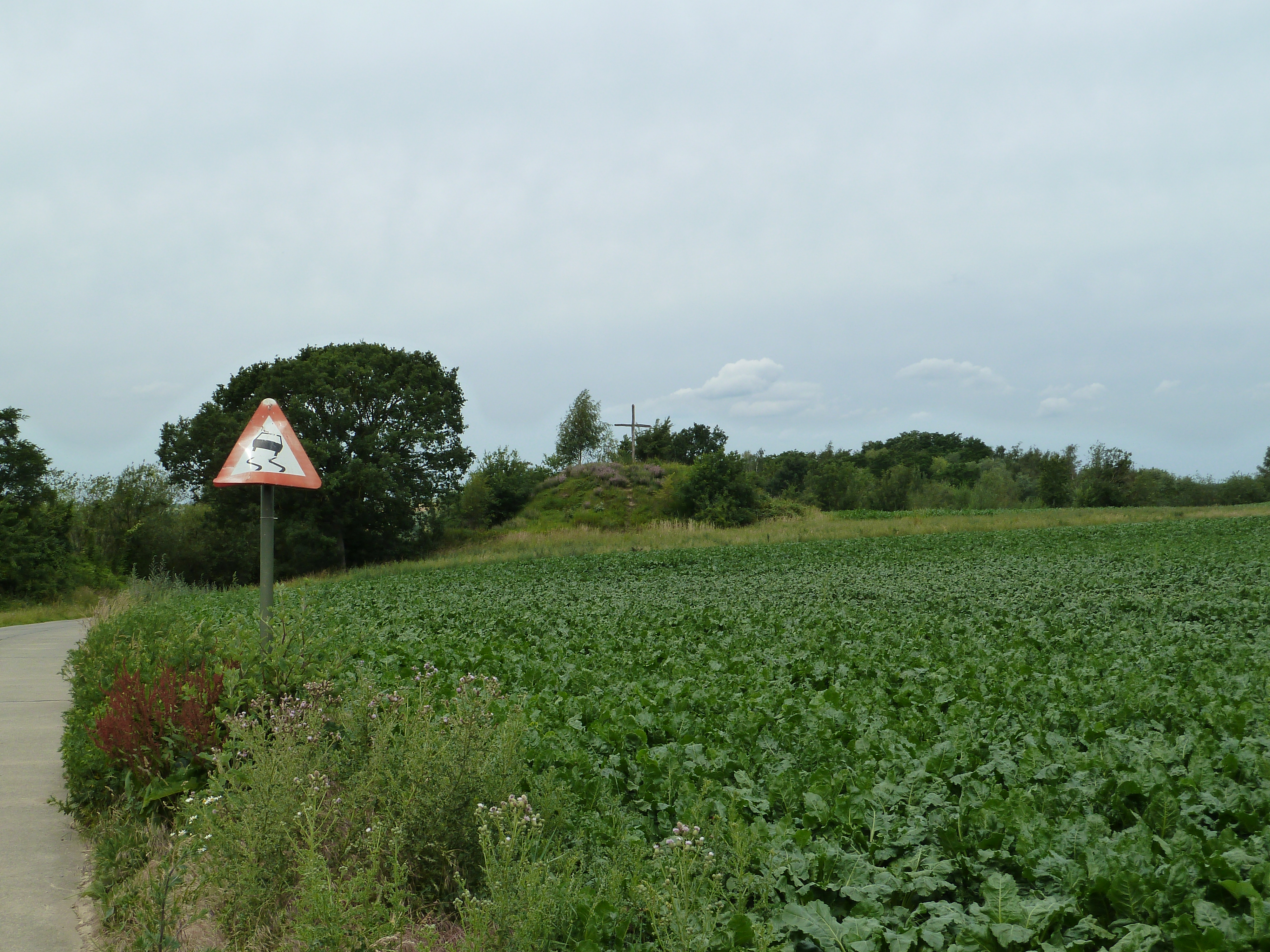
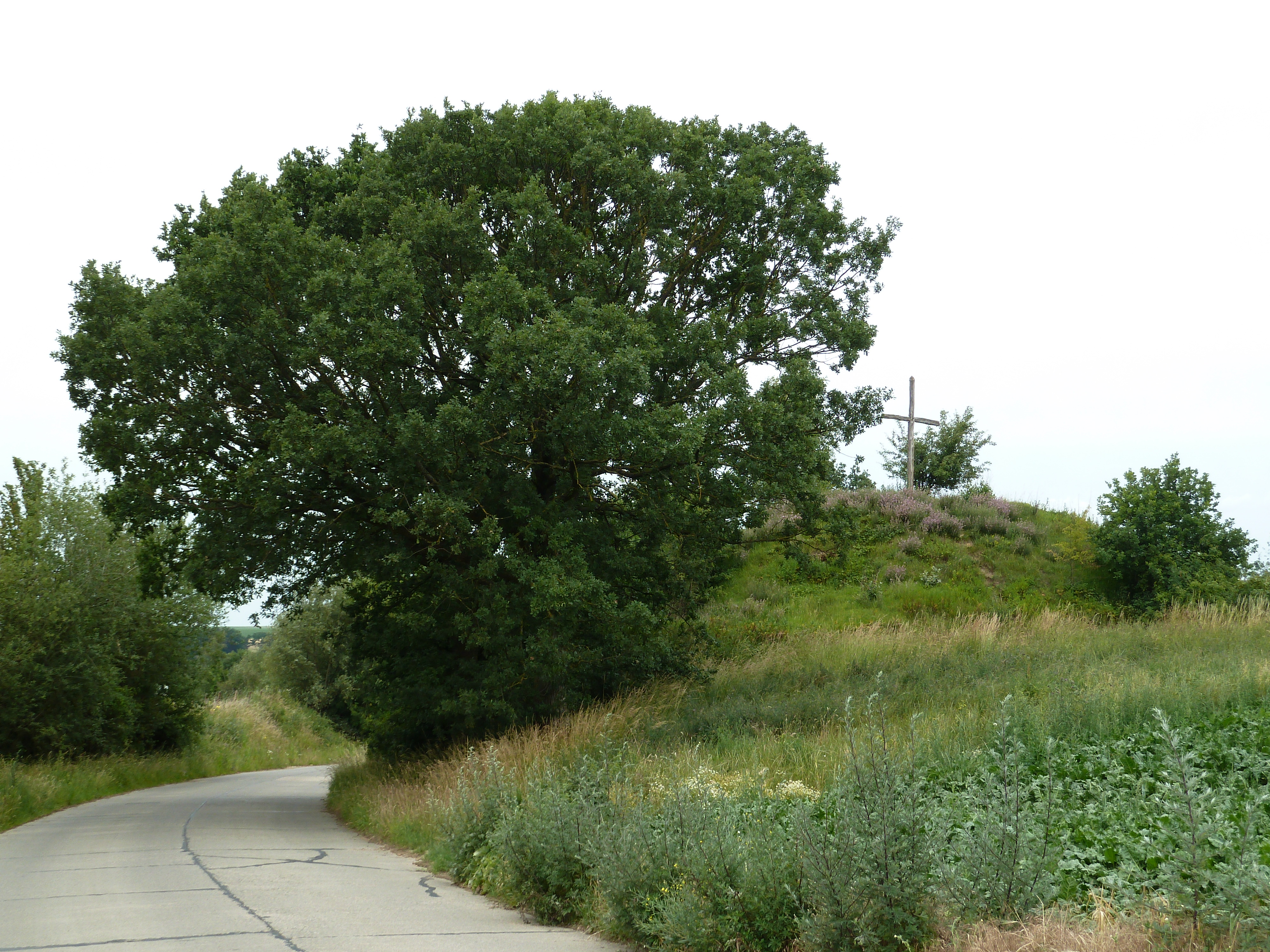
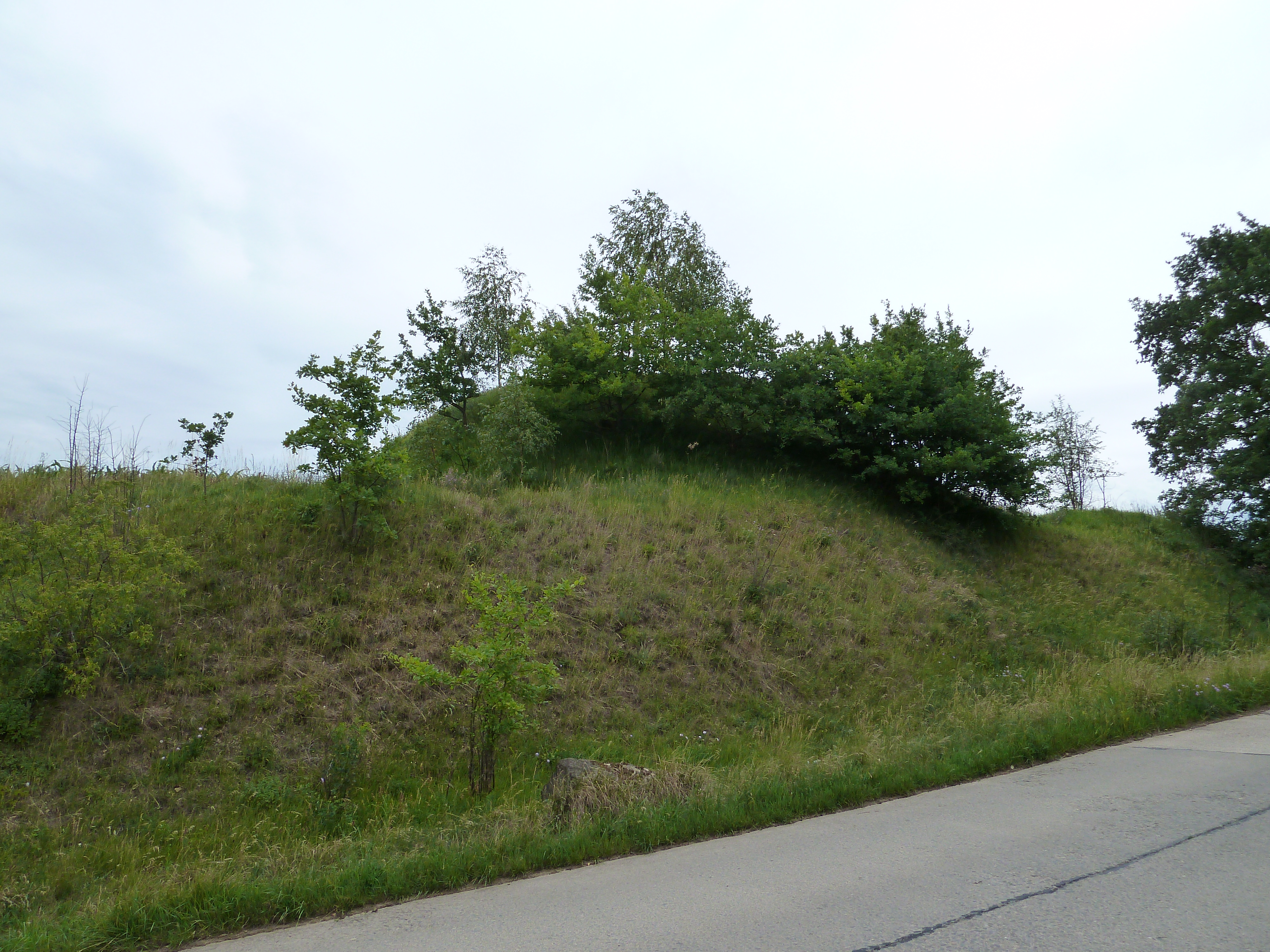
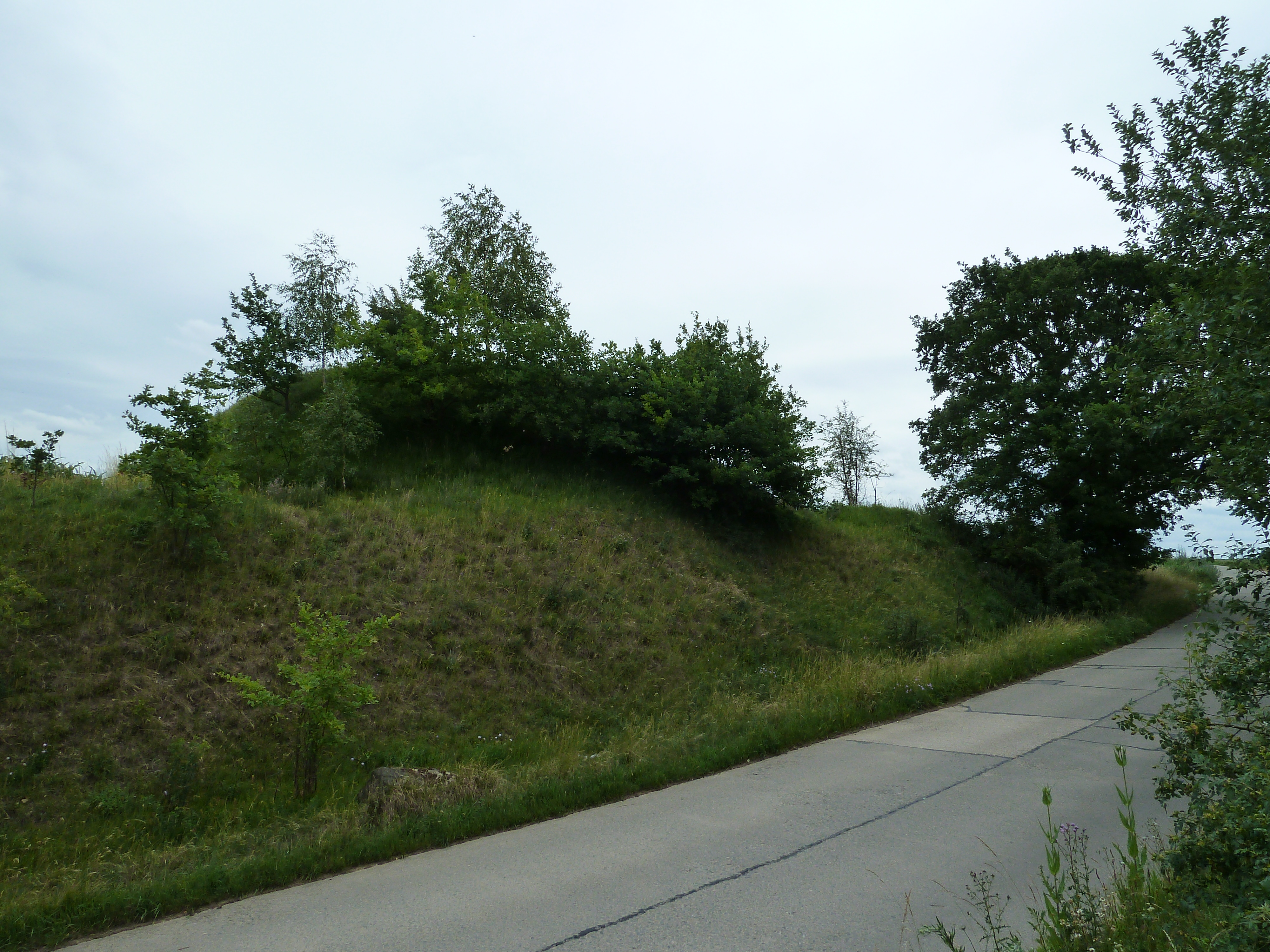